# مارتینیاکو
مارتینیاکو (به ایتالیایی: Martignacco) یک کومونه در ایتالیا است که در استان اودینه واقع شده‌است.

## خصوصیات
مارتینیاکو ۲۶٫۷ کیلومترمربع مساحت و ۶٬۳۷۷ نفر جمعیت دارد و ۱۴۸ متر بالاتر از سطح دریا واقع شده‌است.